# 12. Armee (Wehrmacht)
La 12. Armee (12ª Armata in tedesco) fu una armata campale della Wehrmacht tedesca, attiva durante la seconda guerra mondiale. Costituita all'inizio della guerra e assegnata inizialmente al presidio della linea Sigfrido, l'armata partecipò alla campagna di Francia per poi essere trasferita di presidio in Romania e quindi in Bulgaria; nell'aprile 1941 l'armata partecipò all'invasione della Jugoslavia e all'operazione Marita, rimanendo in Grecia come forza di occupazione fino alla sua trasformazione in Heeresgruppe E nel gennaio 1943.
Ricostruita nell'aprile 1945, l'armata partecipò alle fasi finali della guerra sul fronte orientale contro i sovietici penetrati ormai in Germania, prima di arrendersi agli statunitensi nel maggio seguente.

## Storia
Il comando della 12. Armee fu attivato il 18 agosto 1939 sotto la direzione del generale Gerd von Rundstedt, ma il 2 settembre seguente fu ridesignato come Heeresgruppe Süd e incaricato del coordinamento della branca meridionale delle forze tedesche impegnate nella campagna di Polonia; la 12. Armee fu quindi riformata il 13 ottobre 1939 tramite la ridesignazione della precedente 14. Armee, e sotto il comando del generale Wilhelm List assegnata al presidio della linea Sigfrido. Nel maggio 1940 l'armata, forte di tre corpi d'armata con nove divisioni di fanteria, fu inserita nell'Heeresgruppe A prendendo poi parte alla campagna di Francia con un ruolo principalmente di supporto; dopo la conclusione delle operazioni, l'armata rimase brevemente in Francia con compiti di occupazione.
Dopo l'l'attacco italiano alla Grecia il 28 ottobre 1940 e le successive disfatte riportate dalle forze del Regio Esercito sul fronte greco-albanese, la Germania prese la decisione di intervenire direttamente nei Balcani e alla fine di dicembre i primi scaglioni della 12. Armee di List furono trasferiti per ferrovia in Romania, paese da poco entrato tra le Potenze dell'Asse dopo la sua adesione al patto tripartito il 23 novembre precedente; dopo aver radunato le sue forze nella Romania meridionale, il 2 marzo 1941 la 12. Armee si trasferì in Bulgaria, paese entrato il giorno prima nello schieramento dell'Asse, per attuare l'operazione Marita, l'invasione della Grecia da est attraverso il confine greco-bulgaro. Prima ancora che fosse attuato, il piano dovette essere rivisto a seguito del colpo di stato antitedesco avvenuto a Belgrado il 27 marzo: furono subito stesi piani per estendere le operazioni di invasione alla stessa Jugoslavia, coinvolgendo anche i reparti della 12. Armee cui fu aggregato il Panzregruppe 1 del generale Paul Ludwig Ewald von Kleist (due divisioni corazzate, una motorizzata e due di fanteria) in aggiunta ai due corpi d'armata motorizzati e ai tre corpi di fanteria già in organico.

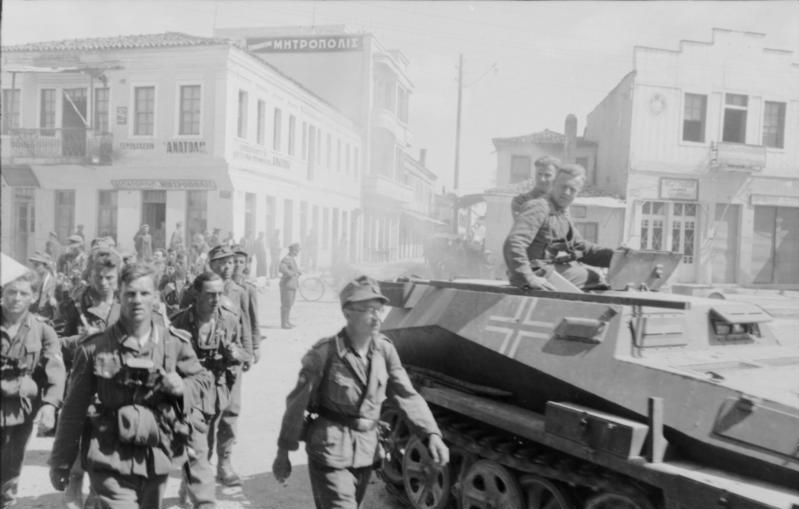
Truppe tedesche entrano ad Atene nel maggio 1941

Il 6 aprile le forze tedesche scatenarono simultaneamente l'attacco alla Jugoslavia (operazione 25) e alla Grecia (operazione Marita); la 12. Armee prese parte a entrambe le operazioni, suddivisa in tre diverse forze d'attacco: la forza settentrionale con il Panzergruppe 1, appoggiato dal XXXXI. Panzerkorps proveniente dalla Romania, penetrò nella Serbia meridionale a partire dall'area di Sofia, avanzando rapidamente e prendendo Niš il 9 aprile per poi arrivare a Belgrado il 12 aprile. Le altre due forze furono impegnate contro la Grecia: la forza meridionale, con il XVIII. Gebirgs-Korps e il XXX. Armeekorps, attaccò frontalmente le difese greche della linea Metaxas nella Tracia occidentale, mentre la forza centrale con il XXXX. Panzerkorps aggirava tale linea difensiva manovrando attraverso la Macedonia jugoslava conquistando Skopje già il 7 aprile; il 9 aprile il XVIII. Gebirgs-Korps prese Salonicco provocando la resa delle forze greche in Tracia, mentre il 10 aprile le forze di List sfondarono la linea difensiva allestita lungo il fiume Aliacmone dal corpo di spedizione britannico inviato in Grecia. Mentre parte delle unità motorizzate della 12. Armee procedevano verso ovest, tagliando fuori le armate greche in Albania e obbligandole alla resa il 21 aprile, il resto delle forze di List scese verso sud alla volta di Atene, occupata il 27 aprile. Le operazioni cessarono poi il 30 aprile con il completamento dell'occupazione del Peloponneso.
Conclusa la campagna dei Balcani, la 12. Armee rimase con un organico più ridotto come forza d'occupazione in Grecia, prendendo parte alle operazioni di repressione della Resistenza greca; il 1º gennaio 1943 l'armata fu formalmente soppressa e le sue strutture utilizzate per dare vita all'Heeresgruppe E.
La 12. Armee fu riattivata il 10 aprile 1945; conosciuta anche come "armata Wenck", dal nome del suo comandante, generale Walther Wenck, era costituita da tre corpi d'armata corazzati e due di fanteria (in realtà costituiti da un ammasso di formazioni raccogliticce e poco consistenti); il suo compito iniziale avrebbe dovuto essere quello di difendere la linea del fiume Elba contro i reparti statunitensi ormai penetrati in Germania. L'armata si schierò inizialmente sull'Elba e ottenne qualche successo, ma con l'inizio della battaglia di Berlino, Adolf Hitler in persona decise di richiamarla a est per accorrere in aiuto della capitale tedesca e sconfiggere all'ultimo minuto le armate sovietiche.
Nel corso della battaglia di Halbe (24 aprile - 1º maggio), la 12. Armee corse in soccorso della 9. Armee del generale Theodor Busse ormai accerchiata dai sovietici a sud di Berlino, riuscendo ad aprire uno stretto corridoio attraverso cui una parte delle truppe tedesche riuscì a fuggire. Con i resti della 9. Armee, la 12. Armee si ritirò quindi sulla sponda occidentale dell'Elba, dove il 7 maggio 1945 si arrese ai reparti della Ninth United States Army statunitense.

## Ordine di battaglia
Maggio 1940
- III. Armeekorps - generale Curt Haase
  - 3. Infanterie-Division
  - 23. Infanterie-Division
  - 52. Infanterie-Division
- VI. Armeekorps - generale Otto-Wilhelm Förster
  - 16. Infanterie-Division
  - 24. Infanterie-Division
- XVIII. Armeekorps - generale Eugen Beyer
  - 5. Infanterie-Division
  - 21. Infanterie-Division
  - 25. Infanterie-Division
  - 1. Gebirgs-Division
- Panzergruppe von Kleist - generale Paul Ludwig Ewald von Kleist
  - XIV. Armeekorps (mot.)
  - III. Armeekorps (mot.)
  - XXXXI. Armeekorps (mot.)
- 9. Infanterie-Division
- 27. Infanterie-Division

Aprile 1945
- Comando 349. Feldausbildungs-Division
- 199. Infanterie-Division
- Korps Reimann 
  - Infanterie-Division Friedrich Ludwig Jahn
  - 18. Panzergrenadier-Division
- XXXXI. Panzerkorps - generale Rudolf Holste
  - Division von Hake
  - Division Gaudecker
  - Division z.V.
- XXXIX. Panzerkorps - generale Karl Arndt
  - Infanterie-Division Berlin
  - Division “Mayer”
  - 84. Infanterie-Division
- XX. Armeekorps - generale Carl-Erik Koehler
  - Infanterie-Division Theodor Körner
  - Infanterie-Division Scharnhorst
  - Infanterie-Division Ulrich von Hutten
  - Division von Schill
- XXXXVIII. Panzerkorps - generale Maximilian von Edelsheim
  - Division Raegener
  - Division Sachsen

Aprile 1941
- 16. Panzer-Division
- Panzergruppe 1 - generale Paul Ludwig Ewald von Kleist
  - XIV Panzerkorps - generale Gustav Anton von Wietersheim
    - 5. Panzer-Division
    - 11. Panzer-Division
    - 4. Gebirgs-Division
    - 294. Infanterie-Division

  - XI. Armeekorps - generale Joachim von Kortzfleisch
    - 60. Infanterie-Division (mot.)
- XXXXI. Panzerkorps - generale Georg-Hans Reinhardt
  - 2. SS-Panzer-Division "Das Reich"
  - Infanterie-Regiment (mot.) "Großdeutschland"
- XXXX. Panzerkorps - generale Georg Stumme
  - 9. Panzer-Division
  - 73. Infanterie-Division
  - 1. SS-Infanterie-Regiment (mot.) "Leibstandarte"
- XVIII. Gebirgs-Korps - generale Franz Böhme
  - 2. Panzer-Division
  - 5. Gebirgs-Division
  - 6. Gebirgs-Division
  - 72. Infanterie-Division
- XXX. Armeekorps - generale Otto Hartmann
  - 50. Infanterie-Division
  - 164. Infanterie-Division
- L. Armeekorps - generale Georg Lindemann
  - 46. Infanterie-Division
  - 76. Infanterie-Division
  - 198. Infanterie-Division

## Comandanti
- Generalfeldmarschall Wilhelm List (13 ottobre 1939 - 15 ottobre 1941)
- General der Pioniere Walter Kuntze (29 ottobre 1941 - 2 luglio 1942)
- Generaloberst Alexander Löhr (2 luglio 1942 - 31 dicembre 1942)
- General der Panzertruppen Walther Wenck (10 aprile 1945 - 7 maggio 1945)